# Frank Hübner
Frank Hübner, född den 16 oktober 1950 i Lüdenscheid, är en västtysk seglare.
Han tog OS-guld i 470 i samband med de olympiska seglingstävlingarna 1976 i Montréal.